# Hieracium daedalolepium
Hieracium daedalolepium es una especie de planta con flor del género Hieracium, de la familia Asteraceae, orden Asterales.

## Distribución
Hieracium daedalolepium se distribuye por Suecia.

## Taxonomía
Fue descrita científicamente por (Dahlst.) Johanss. Fue publicada en Ark. Bot.